# Enrique Quezadas
Enrique Quezadas es un compositor, pianista, novelista y cantante mexicano nacido el 15 de julio de 1955. Estudió en el Conservatorio Nacional de Música y en la Escuela Superior de Música.
Fue miembro de grupos como OnTa, Música y Contracultura (MCC) y Dueto Trilce.
Sus canciones han sido grabadas por Mexicanto, Fernando Delgadillo, Jaime Ades, Betsy Pecanins y Demian Bichir, cuyo disco Fábulas trágicas arregló y produjo.

## Música sinfónica
En el año 2013 Escribe la obra sinfónica y coral “Obertura, Centenario del Ejército Mexicano” Escrita por encargo de la SEDENA. La obra es estrenada por la orquesta sinfónica del ejército y fuerza aérea Mexicana, en el Auditorio Nacional, en el marco de los festejos del Centenario del Ejército Mexicano en presencia del presidente de la república.
En el año 2014 Compone una pieza sinfónica y coral para celebrar el Centenario de la Fuerza Aérea Mexicana. Dicha composición es ejecutada por la Orquesta Sinfónica y coro del ejército y por las demás Orquestas y Bandas Militares del país durante el año 2015.
El 3 de abril de 2018 se estrenó en el Palacio de Bellas Artes de la Ciudad de México, su obra “Nuestra casa es un país” que compuso en colaboración con el escritor y poeta mexicano Eduardo Langagne, director general de la Fundación para las Letras Mexicanas.

## Reconocimientos
En 2015. Ganador del “Primer concurso de composición de canción popular IBERMÚSICAS”. La votación del concurso se llevó a cabo por un jurado Iberoamericano designado por los países que forman parte del programa “IBERMÚSICAS”: León Gieco de Argentina, Horacio Salinas de Chile, Carlos Noguera de Paraguay, Sergio Natureza de Brasil y María del Carmen Leñero Elu de México.
Dos ARIELES por la música de la película Cilantro y Perejil, uno correspondiente a música de fondo y el otro por mejor tema musical o canción escrita para cine.
CORAL, como premio a la mejor música escrita para cine en el Festival de Cine Latinoamericano de La Habana, Cuba, por la película “Hasta Morir”.
DIOSA de PLATA 1997 por la música de la película Cilantro y Perejil.
DIOSA DE PLATA 2003 por la música de la película Amarte duele.
Ha sido nominado cinco veces para la entrega de los ARIELES.

## Música para cortometrajes.
Música de aproximadamente 10 cortometrajes de la serie Camino a casa y el Diván de
Valentina, para Canal 11.
Música para el cortometraje La semilla (2001)
Música para el cortometraje “La nao de China”, dirigido por Patricia Arriaga

## Música para televisión.
Canal 11: Programa infantil Bizbirije de aparición diaria.
Canal 11: Programa infantil Mi gran amigo de aparición diaria
Canal 11: Tema titular programa 11 niños
Bienes raíces: Autor de la música original de esta serie presentada por canal 11 en el 2010.
Televisión Azteca: A corazón abierto, producida por ARGOS.

## Música para teatro.
1995.- Música original para la obra de teatro infantil “Don Lagartijo”
1996.- Música original para la obra de teatro “La ronda”
2012.- Música original para la obra de teatro “Dodeskanden” basada en el guion de Akira Kurosawa para la película del mismo título.

## Música para radio.
2010.- Música original para el programa “Frijoles saltarines” Radio Educación.
2011.- Música original para el programa “Tranvía 16” Radio Educación.

## Festivales.
FESTIVAL “PACHAMAMA FEST” Dentro del: Primer Encuentro Mundial de los Derechos de la Madre Tierra 1 al 5 de junio de 2016. Ciudad de México.
Trovafest 2016, Querétaro.
En el 2014 actúa en el Festival “QUIMERA” del Estado de México.
En el 2014 actúa en el Festival “Todas las Voces todas” Llevado a cabo en la Ciudad de México.
En el 2014 actúa en el Festival “Cantautour 2014” en la Ciudad de México.
Ha actuado dos veces en el Festival Internacional de Puebla.
Ha actuado dos veces en el “Festival Cultural Zacatecas”
Ha actuado en el Festival “FAOT” de Sonora.
Se ha presentado en el “Festival de Cantautores” del teatro Juárez en Guanajuato.

### Actuaciones a nivel internacional
Segunda Conferencia Mundial de la Paz y de la Luz, 19 al 21 de agosto de 2016. Punta Cana, República Dominicana.

## Trabajos
En 2014. Aparece el libro “SENTIMIENTOS DEL CORAZÓN DE MÉXICO” Compilado por el diputado Cesar Daniel González Madruga. La publicación incluye dos discos con canciones de diversos cantautores para ilustrar los 22 sentimientos explayados en el libro.
De Enrique Quezadas se incluyen 9 canciones.
Diciembre de 2012: Compone la canción “Demos la mano a la vida” junto con la compositora Venezolana Leonor Fuguet. Que fue el tema del Segundo Encuentro Internacional de Sabiduría Ancestral, celebrado en Cantona, Puebla.
Autor de la canción “Engranes” Tema de la Olimpiada Nacional Juvenil 2003 y 2004.
Arreglos, producción y dirección del disco de Demián Bichir “Fábulas Trágicas” En 2001.
Dirección musical de la entrega de los ARIELES en 1995 (Palacio de las Bellas artes)
Algunas de sus canciones han sido grabadas por: Betsy Pecanins, el dueto Mexicanto, Ximena Sariñana, Eugenia León, la orquesta Mondragón (España), el grupo Zazhil, El trío los Tres tristes tigres y Demián Bichir, entre otros.
Ha formado parte del grupo On’ta, Nota roja, el grupo MCC y el dúo Trilce.

## Presentaciones en radio y televisión
Enrique Quezadas se ha presentado en televisión y radio en Oaxaca, Puebla, Cancún.
En la Ciudad de México en estaciones de radio como: WFM, Radio fórmula, MVS y el programa “El Tímpano” de Canal 11.

## Otras actividades en televisión
2007 noviembre: comienza la emisión de la serie en televisión “Versus la peña” en el canal 412 de cablevisión (EDUSAT) donde el compositor es protagonista junto con Cesar Daniel González M.. Cantando y presentando en cada emisión a nuevos músicos y compositores representantes del arte alternativo en México. El programa en repeticiones es presentado hasta la fecha en el 2012.

## Publicaciones literarias
2007: presenta su primera novela titulada “Crónica de una hoguera” La primera edición es a cargo de la Secretaría de cultura de Oaxaca.
2007: la Secretaría de Educación Pública, Incluye una fracción del texto de su canción “Poema esdrújulo” en los libros de texto gratuitos de 1er año Telesecundaria.
2007: diseña y presenta el curso “Saber escribir es saber borrar” de composición musical y poética. El compositor ha dado el curso en varios estados de la república.
2012: presenta su nueva novela “SANTA” Distribuida a nivel internacional por editorial FELOU.

## Especialidades en desarrollo humano
2008: en el ámbito del Desarrollo Humano Enrique Quezadas obtiene las Especialidades en Psicoterapia Gestalt; Enfoque Centrado en la Persona; Orientador Humanista.
2009: en el mismo ámbito cursa las especialidades: Manejo de Grupos con Gestalt y frontera de contacto en el Instituto Humanista de Psicoterapia Gestalt de la Ciudad de México.
2012: concluye la especialidad como “facilitador en el proceso creativo” en el Instituto "COCREARTE".
2012: concluye sus estudios como Facilitador del proceso creativo.

## Cine
Ha compuesto bandas musicales y canciones para largometrajes y cortometrajes:
Largometrajes
- 1993: La vida conyugal, de Luis Carlos Carrera
- 1994: Hasta morir, de Fernando Sariñana
- 1996: Cilantro y Perejil, de Rafael Montero
- 1999: Todo el poder, de Fernando Sariñana
- 2000: La toma de la embajada, de Ciro Durán (Película Colombiana)
- 2000: El segundo aire, de Fernando Sariñana
- 2001: Atlético San Pancho, de Gustavo Loza.
- 2002: Amarte duele, de Fernando Sariñana.
- 2005: Amor, sexo y otras perversiones (Serie de cortometrajes de diversos directores)
- 2006: Amor, sexo y otras perversiones II (Segunda parte de la serie de cortometrajes)
- 2007: Los fabulosos siete, de Fernando Sariñana.

Cortometrajes.
- Cortometrajes de la serie Camino a casa y El Diván de Valentina, para Canal 11 de México.
- La semilla (2001)
- La nao de China, de Patricia Arriaga

## Premios
- Dos premios Ariel por la película Cilantro y Perejil, por banda musical y por mejor canción escrita para cine.
- Premio Coral, a la mejor música escrita para cine en el Festival de Cine Latinoamericano de La Habana, Cuba, por la película Hasta Morir.
- Diosa de plata 1997 por la música de la película Cilantro y perejil.
- Diosa de plata 2003 por la música de la película Amarte duele.

## Discografía
- Trilce con Víctor Martínez (1990)
- Dentro de mí (1998)
- Lo bello (2000)
- Sin mí (2003)
- Del mismo lado (2004)
- Fuego y tambor (2007)
- Estas Islas
- Fénix
- Música para cine (2019)
- Fábrica de Paz (2020)